# Cemani
Cemani of Tjemani is een bestuurslaag in het regentschap Sukoharjo van de provincie Midden-Java, Indonesië. Cemani telt 26.555 inwoners (volkstelling 2010).